# المنهج الخفي (كتاب)
المنهج الخفي (1970) هو كتاب بواسطة الطبيب النفسي بنسون ر. سنايدر، الذي شغل منصب عميد معهد العلاقات في معهد ماساتشوستس للتكنولوجيا في وقت لاحق. يقوم سنايدر بتقديم أطروحة أن الكثير من صراعات الحرم الجامعي والقلق الشخصي للطلاب سببه المعايير الأكاديمية والاجتماعية غير المحدثة. هذه المعايير الخفية تؤثر على القدرة على التطوير بشكل مستقل أو التفكير بشكل خلاق، وتشكيل ما يسميه سنايدر المناهج الخفية. ويوضح أطروحته مع الدراسات النفسية والبحوث الأخرى التي أجريت في معهد ماساتشوستس للتكنولوجيا وكلية ويسلي.

## الملخص
تم صياغة عبارة «المناهج الخفية» من قبل فيليب جاكسون في كتابه لعام 1968 بعنوان الحياة في الفصول الدراسية، في قسم حول حاجة الطلاب لإتقان التوقعات المؤسسية للمدرسة. قام سنايدر بتطوير هذا بواسطة ملاحظات مؤسسات معينة. ثم يتطرق سنايدر إلى السؤال الذي يجعل الطلاب - حتى أو بالأخص أكثر الموهوبين - يخرجون من التعليم. حتى إن الجهود الصادقة لإثراء المناهج كثيرا ما تفشل، كما يقول سنايدر، وذلك بفضل أهمية الفهم الضمني وغير المكتوب. ويقول إنه في حين أن بعض الطلاب لا يدركون وجود انفصال بين المناهج الدراسية، في بيئة مُلحّة، فإن الطلاب يضعون استراتيجيات للتعامل مع المتطلبات التي يواجهونها.
كثير من الطلاب يجدون أنهم لا يستطيعون إكمال جميع الأعمال المخصصة لهم؛ يتعلمون إهمال بعض منها. بعض المجموعات الطلابية تحافظ على ملفات الامتحانات السابقة التي تؤدي فقط إلى تفاقم هذا الوضع.
أدى الفرق بين المتطلبات الرسمية والحقيقية إلى تنافر كبير بين الطلاب وأسفر عن السخرية والازدراء والنفاق بين الطلاب والصعوبة خاصة بالنسبة لطلاب الأقليات. ليس هناك جزء من المجتمع الجامعي، يكتب سنايدر، لا الأساتذة، ولا الإدارة ولا الطلاب، يرغب أحد منهم في النتيجة النهائية التي تم انتاجها من هذه العملية.
قالت صحيفة "ساتورداي ريفيو" إن الكتاب "سيحظى بالاعتراف باعتباره واحدا من كتب" الاضطرابات الجامعية "الأكثر رصانة، وأنه يقدم" أطروحة استفزازية ".
تم الاستشهاد بالكتاب عدة مرات في الدراسات.